# Dearsum
Deersum est un village de la commune néerlandaise de Súdwest-Fryslân, situé dans la province de Frise. Son nom en frison est Dearsum.

## Géographie
Le village est situé à 8 kilomètres au nord-est de la ville de Sneek.

## Histoire
Deersum fait partie de la commune de Rauwerderhem jusqu'au 1er janvier 1984, puis de Boarnsterhim jusqu'au 1er janvier 2014, où celle-ci est supprimée. Depuis cette date, Deersum appartient à Súdwest-Fryslân.

## Démographie
Le 1er janvier 2017, le village comptait 130 habitants.